# Teymur
Teymur ist als Variante von Timur (dt.: „Eisen“) ein türkischer männlicher Vorname, der u. a. auch in Aserbaidschan auftritt.

## Namensträger

### Vorname
- Teymur Bachtiar (1914–1970), iranischer General und Geheimdienstchef
- Teymur Məmmədov (* 1993), aserbaidschanischer Boxer
- Teymur Mokhtari (* 1973), deutsch-iranischer Schauspieler und Regisseur
- Teymur Rəcəbov (* 1987), aserbaidschanischer Schachmeister

### Familienname
- Ayşe Teymûr (1840–1902), türkisch-ägyptische Dichterin